# Queenvic goanna
Queenvic goanna is een spinnensoort uit de familie Lamponidae. De soort komt voor in Queensland en New South Wales.